# Magdalena Bermejo
Magdalena Bermejo (Madrid, 1962) es una primatóloga española especializada en el estudio de los gorila de llanura occidental. Desde 1991 ha vivido durante largos periodos en las selvas de la República del Congo con su marido Germán Illera, coordinando trabajos de investigación y conservación de los gorilas. Bermejo calculó que 5.000 gorilas murieron de la enfermedad del ébola en Gabón y en la República del Congo.

## Trayectoria
Bermejo empezó su carrera como psicóloga infantil y más tarde como primatóloga. Se habla de ella como la «Dian Fossey del Congo». Actualmente, trabaja en el Programa por la Conservación y Utilización Racional de los Ecosistemas de Bosques en África Central (ECOFAC), patrocinado por la Unión Europea y que establece un marco regional para conservar selvas pluviales en África central. Forma parte del Departamento de Biología Animal en la Universidad de Barcelona.

### Investigación de primates

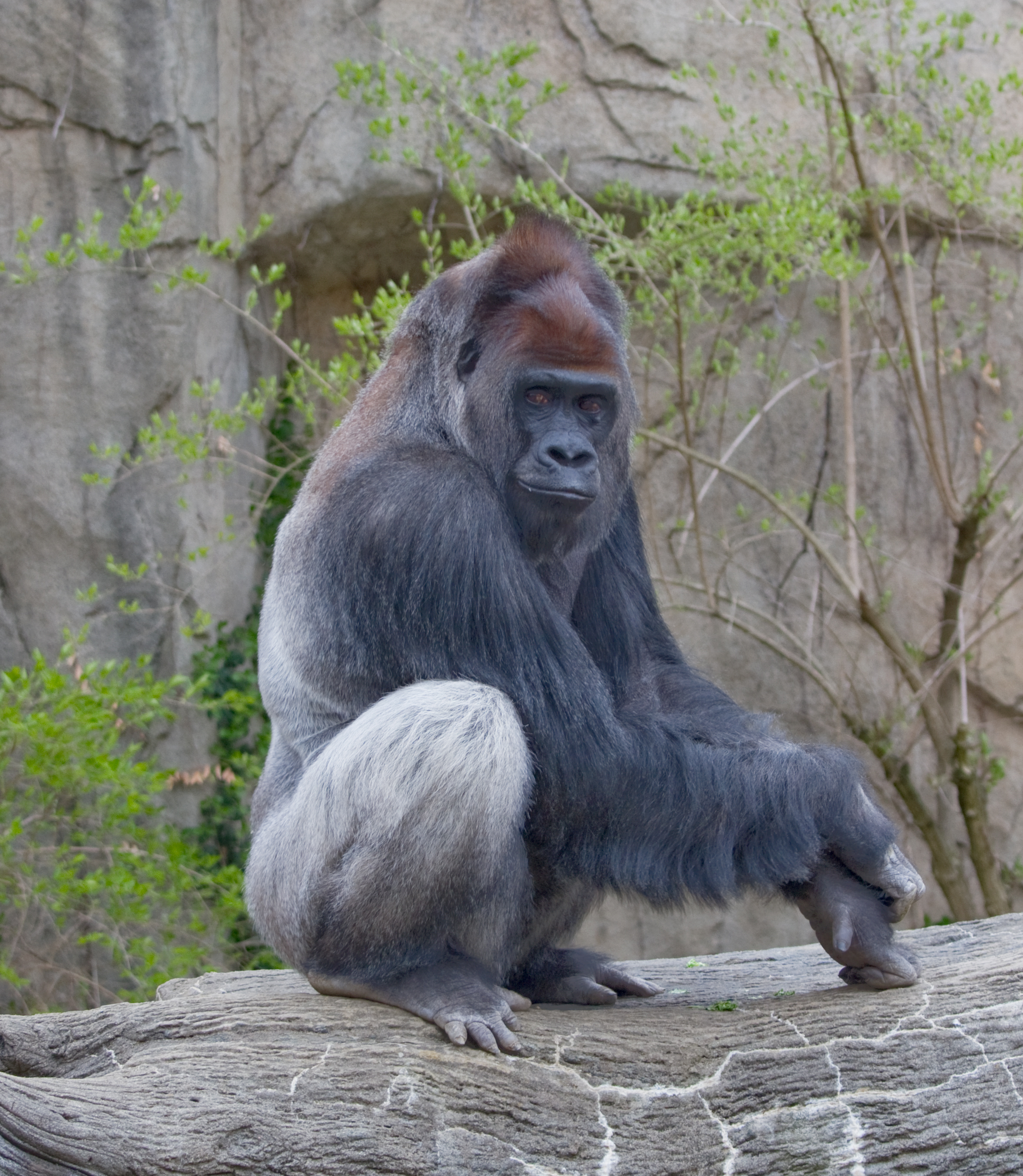
Gorila de llanura occidental (macho)

Bermejo visitó África por primera vez con 22 años en 1986 para estudiar los chimpancés en Senegal. Después realizó un viaje a Lilungu (Ikela), región del Zaire (actual República Democrática del Congo) para estudiar a los bonobos con Jordi Sabater Pi, un colega de Barcelona. El trabajo se inició en 1988 y se vio interrumpido por la guerra hasta 1990. Los conservacionistas temieron que los bonobos no hubieran sobrevivido a la guerra, pero en 2005 localizaron una población de bonobos en la zona.
Mientras, en Barcelona, Bermejo se casó con Ilera, que empezó como estudiante y llegó a ser naturalista. En 1991, ambos comenzaron a estudiar a los gorilas en una área que más tarde se convertiría en el Santuario Lossi. Eran las primeras personas europeas occidentales que se aproximaban al grupo de gorilas. Para estudiarlos, realizaron visitas diarias durante tres años. En 2002, habían identificado 10 grupos sociales en una población de 143 individuos. Su trabajo fue descrito en un vídeo de National Geographic en 2001.
Entre octubre de 2002 y enero de 2003, a la vez que las poblaciones próximas a su zona de estudio empezaban a morir de la enfermedad del ébola (ZEBOV), 130 de los 143 gorilas murieron. Los investigadores controlaron siete grupos más sociales, y encontrado que 91 de los 95 gorilas murieron entre octubre de 2003 y enero de 2004. Extrapolando estos resultados, calcularon que en unos 2.700 metros cuadrados alrededor del Santuario de Lossi, habían muerto aproximadamente 5.000 gorilas. Debido al alto índice de mortalidad, la Unión Internacional para la Conservación de la Naturaleza (IUCN) incluyó al gorila de tierras bajas occidentales como especie en peligro crítico de extinción.
Inicialmente había división de opiniones sobre si la encima ZEBOV era la causa de las muertes o si la dolencia fue extendida a través de murciélagos o aves o era transmitida de gorila a gorila. De los doce cadáveres que Bermejo y su grupo examinaron, nueve dieron positivo por ébola. Según el tiempo transcurrido entre las muertes de los ejemplares de gorilas entre grupos cercanos, fueron capaces de demostrar que la enfermedad se extendía principalmente de grupo social a grupo social. Basándose en estos resultados, otros científicos han apostado por una campaña de vacunación para proteger a otros gorilas.
Bermejo ha continuado estudiando a los gorilas después del estallido de la enfermedad del ébola. En 2009 encontró una concentración de gorilas cerca del parque nacional Odzala. Encontró seis grupos, dos de los cuales son habituales de la zona. Entre los objetivos del estudio está el impacto del ébola y sus interacciones con otras especies como chimpancés y seres humanos.

### Ecoturismo y conservación
Después de la pérdida de gorilas por causa del ébola, Bermejo empezó a crear proyectos para ayudar a los gorilas y las personas de los pueblos próximos donde vivían los gorilas. Con apoyo de Sabine Plattner, de Cáritas Africanas, el desarrollo del pueblo próximo Mbomo ha empezado con planes por un centro de comunidad, Internet y enriquecimiento educativo. El campamento Odzala Ngaga, lugar de investigación de Bermejo e Illera y su casa, es destino de los safaris de Wilderness Safaris. Las rutas de los gorilas en Marantaceae están guiadas por rastreadores que trabajan por Bermejo.

## Trabajos
- Bermejo, Magdalena «Status and conservation of primates in Odzala National Park, Republic of the Congo». Oryx, 33, 4, 1999, pág. 324–332. DOI: 10.1046/j.1365-3008.1999.00081.x.
- Walsh, Peter D.; Abernethy, Kate A.; Bermejo, Magdalena; Beyers, Rene; De Wachter, Pauwel «Catastrophic ape declino in western ecuatorial Africa». Nature, 422, 6932, 2003, pág. 611–614. DOI: 10.1038/nature01566 [Consulta: 13 de noviembre de 2013].
- Leroy, E. M.; Rouquet, P.; Formenty, P.; Souquiere, S.; Kilbourne, A. «Multiple Ebola Virus Transmission Events and Rapid Declino of Central African Wildlife». Science, 303, 5656, 2004, pág. 387–390. DOI: 10.1126/science.1092528. PMID: 14726594 [Consulta: 13 de noviembre de 2013].
- Bermejo, M.; Rodriguez-Teijeiro, J. D.; Illera, G.; Barroso, A.; Vila, C. «Ebola Outbreak Killed 5000 Gorillas». Science, 314, 5805, 2006, pág. 1564–1564. DOI: 10.1126/science.1133105.